# Бона Маргарита Савойская
Бона Маргарита Савойская (итал. Bona Margherita di Savoia), полное имя Мария Бона Маргарита Альбертина Савойская-Генуэзская (итал. Maria Bona Margherita Albertina di Savoia-Genova; 1 августа 1896 — 2 февраля 1971, Рим) — представительница Савойского дома, дочь герцога Томмазо Генуэзского и Изабеллы Марии Баварской. Жена Конрада, принца Баварского.

## Биография
Бона Маргарита родилась 1 августа 1896 года в фамильном замке Алье недалеко от Турина. Она была первой дочерью и третьим ребёнком в семье Томмазо Савойского и его жены Изабеллы Баварской. У Боны уже были старшие братья Фердинандо и Филиберто, а впоследствии появились младшие — Адальберто и Евгенио и сестра Мария Адельгейда.
В 24 года Бона Маргарита обручилась со своим двоюродным братом Конрадом Баварским. Свадьба состоялась 8 января 1921 года в Алье. Церемонию проводил кардинал Агостино Ришельми. На праздник прибыли король Виктор Эммануил III с женой Еленой, кронпринц Умберто со всеми сёстрами, герцог Эммануил Филиберт Аостский и другие родственники. Этот брак стал первым союзом враждующих королевских семей после окончания Первой мировой войны.
За одиннадцать месяцев у пары появился первый ребёнок — дочь Амалия. Всего же у супругов было двое детей:
- Амалия Изабелла (1921—1985) — жена итальянского графа Умберто Полетти-Галимберти, имела одного сына;
- Евгений Леопольд (1925—1997) — женат на австрийской графине Елене Кевенхюллер, детей не имел.

Во время Второй мировой Бона Маргарита работала медсестрой, а потом осталась у родственников в Савойе. Въезд в Германию ей был запрещён, и принцесса не могла соединиться с семьёй до 1947 года.
Её муж в конце войны был арестован французскими военными в Гиндерштайне. Его доставили в Линдау и временно интернировали в гостиницу «Баеришен Гоф» вместе с другими пленниками, среди которых находились кронпринц Вильгельм и немецкий дипломат Ганс Георг Макензен. После окончания войны они были освобождены.
25 августа 1949 года вышла замуж Амалия Изабелла. За год у неё родился сын Карло Томмазо Гильермо, единственный внук Боны Маргариты.
Конрад в последние годы работал в совете немецкого автопроизводителя NSU Motorenwerke. Умер 1969 года в Гиндерштайне.
В следующем году состоялась свадьба их сына Евгения с графиней Еленой Кевенхюллер, вдовой принца Константина Баварского. Брачующимся было 44 и 48 лет соответственно, у Елены уже была взрослая дочь. Общих детей у супругов не было. Бона Маргарита умерла через два с половиной месяца после этого события, 2 февраля 1971 в Риме. Её могила находится в Андексском аббатстве.